# Achias oculatus
Achias oculatus är en tvåvingeart som beskrevs av Fabricius 1805. Achias oculatus ingår i släktet Achias och familjen bredmunsflugor. Inga underarter finns listade i Catalogue of Life.